# Подставка Євгеній Іванович
Євгеній Іванович Подставка (нар. 5 березня 1984, с. Полошки Глухівського району (нині — Шосткинського району), Сумська область, Українська РСР, СРСР — пом.. 9 березня 2022, с. Лукашівка, Чернігівський район, Чернігівська область) — український військовий, майстер-сержант 16-го окремого мотопіхотного батальйону «Полтава» 58-мої окремої мотопіхотної бригади імені гетьмана Івана Виговського Збройних Сил України, що загинув під час російського вторгнення в Україну 2022 року.

## Життєпис
Народився 5 березня 1984 року в с. Полошки на Глухівщині в родині Івана Пилиповича та Віри Федорівни. Його сестри Оксана й Олена — працюють вчителями в Полошківському НВК Глухівської міської ради. Євгеній - закінчив дев'ять класів загальноосвітньої школи I—III ступенів у рідному селі. Потім навчався у Глухівському агротехнічному коледжі. Проходив строкову військову службу у ЗС України, а потім — у Сумському прикордонному загоні ДПСУ. Спочатку проходив службу в Конотопі, а після одруження, був переведений до прикордонного відділення «Сопич». Разом зі своєю родиною мешкав в м. Глухові на Сумщині. Мав військову професію кінолога.
З початком бойових дій на сході України неодноразово брав участь в АТО/ООС. У 2021 році уклав контракт із ЗС України, службу проходив у складі 16-го окремого мотопіхотного батальйону «Полтава» 58-мої окремої мотопіхотної бригади імені гетьмана Івана Виговського. 
З початком російське вторгнення в Україну, разом з співслужбовцями, мужньо і відважно стримував ненависних рашистів на своїй рідній землі.
Загинув 9 березня 2022 році під час виконання бойового завдання на Чернігівщині в селі Лукашівці. Ціною власного життя прикрив відхід побратимів.
10 квітня 2022 року, майстра-сержанта Євгена Подставку провели в останню путь в м. Глухові. Того ж дня, був похований у рідному селі.
Керівник Сумської військової адміністрації Дмитро Живицький 18 листопада 2022 року вручив державні нагороди дружині Наталія Подставці, а також мамі та дружині загиблого воїна Віталія Дорошенка.

## Родина
З дружиною Наталією (нар.. 1985) познайомився у жовтні 2007 року на святі в рідних Полошках, одружилися 23 лютого 2008 року. У загиблого, окрім дружини, також залишилися донька Марина (нар.. 2009) та син Єгор (нар.. 2016).

## Нагороди
- Орден «За мужність» III ступеня (2022, посмертно) — за особисту мужність і самовіддані дії, виявлені у захисті державного суверенітету та територіальної цілісності України, вірність військовій присязі;
- відзнака Президента України «За участь в АТО» (2014).